# Gilles Henry (directeur de la photographie)
Pour les articles homonymes, voir Gilles Henry (homonymie) et Henry.
Gilles Henry est un directeur de la photographie français. 

## Biographie
Ancien élève de l'École nationale supérieure Louis-Lumière (promotion « Cinéma » 1983), Gilles Henry a été notamment l'assistant de Willy Kurant lors du tournage de Sous le soleil de Satan avant de commencer sa carrière de chef-opérateur avec Van Gogh.

## Filmographie partielle
- 1991 : Van Gogh de Maurice Pialat
- 1993 : Cible émouvante de Pierre Salvadori
- 1995 : Les Apprentis de Pierre Salvadori
- 1997 : Les Randonneurs de Philippe Harel
  - Sélect Hôtel de Laurent Bouhnik
  - La Femme défendue de Philippe Harel
- 1998 : Zonzon de Laurent Bouhnik
  - … Comme elle respire de Pierre Salvadori
- 1999 : 1999 Madeleine de Laurent Bouhnik
  - Extension du domaine de la lutte de Philippe Harel
- 2000 : Les Marchands de sable, de Pierre Salvadori
- 2001 : Le Vélo de Ghislain Lambert de Philippe Harel
  - Les gens en maillot de bain ne sont pas (forcément) superficiels d'Éric Assous
- 2002 : 24 heures de la vie d'une femme de Laurent Bouhnik
  - Sexes très opposés d'Éric Assous
- 2003 : Après vous... de Pierre Salvadori
- 2004 : Le Carton de Charles Nemes
  - Mensonges et trahisons et plus si affinités... de Laurent Tirard
- 2006 : Hors de prix de Pierre Salvadori
- 2007 : Molière de Laurent Tirard
- 2009 : Coco de Gad Elmaleh
- 2010 : De vrais mensonges de Pierre Salvadori
- 2011 : Toutes nos envies de Philippe Lioret
- 2012 : Ce que le jour doit à la nuit d'Alexandre Arcady
- 2013 : Pour une femme de Diane Kurys
- 2014 : Belle comme la femme d'un autre de Catherine Castel
  - 24 jours d'Alexandre Arcady
- 2016 : Arrête ton cinéma ! de Diane Kurys
- 2022 : 16 ans de Philippe Lioret

## Distinction
- 1992 : nomination au César de la meilleure photographie (avec Emmanuel Machuel) pour Van Gogh